# Halacritus parallelus
Halacritus parallelus är en skalbaggsart som först beskrevs av Thomas Casey 1916.  Halacritus parallelus ingår i släktet Halacritus och familjen stumpbaggar. Inga underarter finns listade i Catalogue of Life.